# Кралицки-Снежник
Кралицки-Снежник (также Кралицкий Снежник, чеш. Králický Sněžník, пол. Śnieżnik или Śnieżnik Kłodzki) — гора в Восточных Судетах, расположена на границе Чехии и Польши. Гора покрыта снегом до восьми месяцев в году, что и предопределило её название. Чешское прилагательное Кралицкий (от близлежащего города Кралики) добавлено к названию горы для того, чтобы отличить эту гору от горы Дечинский Снежник (возле города Дечин). Польское название горы иногда включает в себя название близлежащего польского города Клодзко.
Гора является самой высокой вершиной (1424 м) одноименного горного массива Кралицки-Снежник.
Кралицки-Снежник является водоразделом трёх морей — Чёрного моря (река Морава) и Балтийского моря (река Ныса-Клодзка) и Северного моря (Липтовский поток).
На чешской стороне горы в 1990 году был основал государственный природный заповедник Кралицки-Снежник. На польской стороне расположена природоохранная зона Снежник-Клодзки (пол. Śnieżnik Kłodzki).
На польском склоне горы в 1899—1973 годах существовала каменная смотровая башня. В настоящее время недалеко от вершины установлен пограничный камень Чешского королевства, Моравского маркграфства и Кладского графства, а на месте бывшей турбазы стоит статуя слонёнка.